# Pseudocotalpa giulianii
Pseudocotalpa giulianii (лат.) — вид пластинчатоусых жуков из подсемейства хлебных жуков и хрущиков (Rutelinae). Обитает в песчаных дюнах. Эндемик штата Невада, США. Он назван в честь Дерхама Джулиани, который впервые собрал этот вид в пустыне Амаргоса.
Длина тела самцов 17—25 мм, а самок — 14—22 мм.
Считается видом, находящимся в уязвимом положении.